# Batalla de Cayucupil
La batalla de Cayucupil sucedió el 20 de enero de 1558 en Cayucupil, Biobío, como parte de la guerra de Arauco, que enfrentaba a españoles y mapuches.

## La batalla
A raíz de una grave escasez de alimentos en Cañete, una caravana española debió salir desde su reducto a buscar provisiones a La Imperial. Pese al peligro que revestía semejante travesía, la expedición logró regresar sin problemas, esta vez llena de pertrechos, atravesaba el desfiladero de Cayucupil o Quebrada de Purén, en la ribera del río Butamalal, con una fuerza de 110 españoles y 2.000 yanaconas, al mando de Alonso de Reynoso y Miguel de Velasco. Era la mañana de 20 de enero de 1558.
Hallándose en la mitad del desfiladero, cientos de mapuche lo atacaron desde una altura superior, tirándoles rocas de variados tamaños y cualquier otro objeto a mano, comandados por el atlético Caupolicán.
Los españoles estaban perdiendo muchas vidas y pertrechos, hasta que Alonso de Reynoso tuvo la idea de subir a una altura mayor que la de los mapuche, operación llevada a cabo por el y una veintena de hombres más, entre ellos el capitán Ñuño Hernández y el cronista Alonso de Ercilla y Zúñiga. Luego de llegar a donde querían, atacaron a los mapuches desde las alturas mediante arcabuces.
Los mapuche, al ver esto, pensaron que venían refuerzos, y luego de hacerse con gran parte del botín español, huyeron por los bosques de la cordillera de Nahuelbuta.